# Панов, Константин Сергеевич
Константин Сергеевич Панов (род. 29 июня 1980, Челябинск) — российский хоккеист, правый крайний нападающий; тренер.

## Биография
Родился 29 июня 1980 года в городе Челябинск. Университетское образование (степень бакалавра) получил по специальности психология. Окончил магистратуру УралГУФК с дипломной работой по теме «Подготовка хоккеистов на летних сборах». Выступал за челябинский «Трактор», хабаровский «Амур», тольяттинскую «Ладу», московское «Динамо», петербургский СКА и ХК «Югра» в российской Суперлиге и Континентальной хоккейной лиге. Женат, трое детей (сын Егор, Арсений и дочь Полина).

## Карьера
Начал карьеру в 1997 году в составе челябинского «Трактора». В следующем году отправился в Северную Америку, где стал игроком клуба Западной хоккейной лиги «Камлупс Блэйзерс». В 1999 году на драфте НХЛ был выбран в 5 раунде под общим 131 номером клубом «Нэшвилл Предаторз». В составе «Блэйзерс» выступал до 2001 года, набрав за это время 245 (131+114) очков в 212 проведённых матчах, после чего отправился в АХЛ, где стал выступать за «Милуоки Эдмиралс».
Проведя ещё два сезона в США, и не получив шанса попробовать себя в НХЛ, вернулся в Россию, заключив соглашение с хабаровским «Амуром». В 29 матчах набрал 1 (0+1) очко, после чего вернулся в родной «Трактор», который в то время выступал в Высшей лиге. В Челябинске за два сезона набрал 73 (35+38) очка в 110 матчах, внеся вклад в выход клуба в 2006 году в Суперлигу.
Перед началом сезона 2006/07 подписал контракт с тольяттинской «Ладой», где спустя стал капитаном команды. Зимой 2009 года из-за постоянных финансовых проблем в клубе принял решение покинуть Тольятти и перейти в московское «Динамо», которое предложило погасить перед игроком все долги предыдущей команды. В составе москвичей за остаток сезона провёл 15 матчей, в которых набрал 11 (8+3) очков. 6 июня 2010 года заключил однолетнее соглашение со СКА, в составе которого в сезоне 2010/11 провёл 36 матчей, набрав 10 (2+8) очков.
10 мая 2011 года вновь вернулся в родной «Трактор», подписав с клубом двухлетний контракт. Сотрудничество с клубом завершил после 4 сезонов в 2015 году. В последнем сезоне в составе клуба провел 59 матчей в регулярном чемпионате КХЛ, набрав 24 (12+12) очка.
В 2015 году вошел в состав в качестве нападающего и капитана команды в ханты-мансийскую команду «Югра», сотрудничество с которой закончил в 2018 году после серии неудач (за 12 матчей не набрал ни одного очка), сезон 2017/2018 закончил с показателем 15 очков (10+5) в 47 матчах регулярного чемпионата КХЛ.
В 2018 году подписал контракт с румынской командой «Чиксереда» и стал пятым российским хоккеистом в клубе.
В 2019 году начал тренерскую карьеру в 2019, став ассистентом Алексея Заварухина в «Белых Медведях» (молодежная хоккейная лига). К сезону 21/22 возглавил команду уже как тренер. В том же 2021 году был назначен главным тренером команды «Восток» в качестве ассистента на Кубок Вызова.
Был дисквалифицирован РУСАДА на четыре года до мая 2024 года.

## Достижения в КХЛ
- Серебряный призёр в сезоне 2012/13
- Бронзовый призёр в сезоне 2011/12
- Обладатель Кубок Континента в сезоне 2011/12[4]

## Статистика
| Легенда | Легенда                    | Легенда | Легенда                   | Легенда | Легенда    |
| ------- | -------------------------- | ------- | ------------------------- | ------- | ---------- |
| И       | Количество проведённых игр | Штр     | Штрафное время            | +/−     | Плюс-минус |
| Г       | Голы                       | П       | Голевые передачи          | О       | Очки       |
| -       | Статистика неизвестна      | —       | Статистика не учитывалась |         |            |

### Клубная карьера
- a В этом сезоне в «Плей-офф» учитывается статистика игрока в Кубке Надежды.